# Liste der Naturdenkmale in Lunow-Stolzenhagen
Die Liste der Naturdenkmale in Lunow-Stolzenhagen nennt die Naturdenkmale in der Gemeinde Lunow-Stolzenhagen im Landkreis Barnim in Brandenburg (Stand Juli 2009).
In den Spalten befinden sich folgende Informationen:
- Nr.: Identifizierungsnummer nach veröffentlichter Liste. Sie wird von der unteren Naturschutzbehörde des Landkreises oder der kreisfreien Stadt vergeben. Wenn sie bekannt ist, wird sie angegeben. In dieser Spalte kann sich zusätzlich das Wort Wikidata befinden, der entsprechende Link führt zu Angaben zu diesem Naturdenkmal bei Wikidata.
- Bezeichnung: Benennung des Naturdenkmals, in der Regel wird bei Bäume die Baumart genannt. Bekannte Eigennamen werden mit angegeben.
- Gemarkung: Ort oder Gemarkung, in der sich das Naturdenkmal befindet
- Lage: Nennt die Lage des Naturdenkmals im jeweiligen Ortsteil und die geografischen Koordinaten des Naturdenkmals. Link zu einem Kartenansichtstool, um Koordinaten zu setzen. In der Kartenansicht sind Naturdenkmale ohne Koordinaten mit einem roten beziehungsweise orangen Marker dargestellt und können in der Karte gesetzt werden. Denkmale ohne Bild sind mit einem blauen bzw. roten Marker gekennzeichnet, Denkmale mit Bild mit einem grünen beziehungsweise orangen Marker.
- Beschreibung: die Beschreibung des Naturdenkmales
- Schutzzweck: Erläutert den Grund der Unterschutzstellung
- Bild: Zeigt ein Bild des Naturdenkmales und gegebenenfalls ein Link zu weiteren Fotos im Medienarchiv Wikimedia Commons

## Bäume
| Bild                                    | Bezeichnung  | Lage                                                                                     | Beschreibung                                               | Schutzzweck                                          | Nummer |
| --------------------------------------- | ------------ | ---------------------------------------------------------------------------------------- | ---------------------------------------------------------- | ---------------------------------------------------- | ------ |
| Direkt Bild zu diesem Denkmal hochladen | Winter-Linde | Lunow, am Weg von Oderberg nach Lunow, ca. 1,5 km vor Lunow rechts ()                    | - Höhe: 17,50 m - Umfang: 3,37 m - Kronendurchmesser: 21 m | Eigenart, Schönheit                                  | 148-01 |
| BW                                      | Flatter-Ulme | Lunow, südlich Stallgebiet Lunow, Straße nach Neuendorf (52° 54′ 43,7″ N, 14° 6′ 5,4″ O) | - Höhe: 25,00 m - Umfang: 5,68 m - Kronendurchmesser: 20 m | Seltenheit, Eigenart, Schönheit                      | 148-02 |
| BW                                      | Flatter-Ulme | Lunow, Zufahrt zum Stallkomplex (52° 54′ 45,1″ N, 14° 6′ 8,1″ O)                         | - Höhe: 24,00 m - Umfang: 4,40 m - Kronendurchmesser: 18 m | Seltenheit, Eigenart, Schönheit                      | 148-03 |
| BW                                      | Sommer-Linde | Lunow, an der Bauernstraße am Friedhof (52° 55′ 43,3″ N, 14° 7′ 13″ O)                   | - Umfang: 4,65 m - Kronendurchmesser: 10 m                 | Eigenart, Schönheit, besondere Wuchsform, Biotopbaum | 148-04 |
| BW                                      | Stiel-Eiche  | Stolzenhagen, auf dem ehemaligen „Schloßhof“ (52° 56′ 56,3″ N, 14° 6′ 20″ O)             | - Höhe: 29,00 m - Umfang: 4,50 m - Kronendurchmesser: 26 m | landeskundliche Bedeutung, Schönheit, Eigenart       | 248-01 |

## Findlinge
| Bild                                    | Bezeichnung | Lage | Beschreibung        | Schutzzweck | Nummer |
| --------------------------------------- | ----------- | --- | ------------------- | ----------- | ------ |
| BW                                      | Findling    | Stolzenhagen, im nördlichen Straßengraben der Straße Lüdersdorf-Stolzenhagen (K 6014) ca. 35 m hinter Straßenkilometer 1,200, ca. 500 m vor Ortseingang Stolzenhagen (52° 56′ 29,8″ N, 14° 5′ 24,8″ O) | Granit mit Pegmatit |             | 248-02 |
| Direkt Bild zu diesem Denkmal hochladen | Findling    | Stolzenhagen, am Weg von Lüdersdorf nach Gellmersdorf () | Gneisgranit         |             | 248-04 |

## Geotope
| Bild | Bezeichnung             | Lage | Beschreibung | Schutzzweck | Nummer |
| ---- | ----------------------- | --- | --- | ----------- | ------ |
| BW   | geologischer Aufschluss | Stolzenhagen, südwestlich der Ortslage an der westlichen Ortszufahrt, ehemalige Kiesgrube, „Geologischer Garten“ (52° 56′ 51,8″ N, 14° 5′ 52,8″ O) | Die Sandgrube befindet sich regionalgeologisch im Übergangsbereich von der uckermärkischen Hochfläche zum Unteren Odertal. Sie ist öffentlich zugänglich. |             | 248-03 |